# 스타비아에

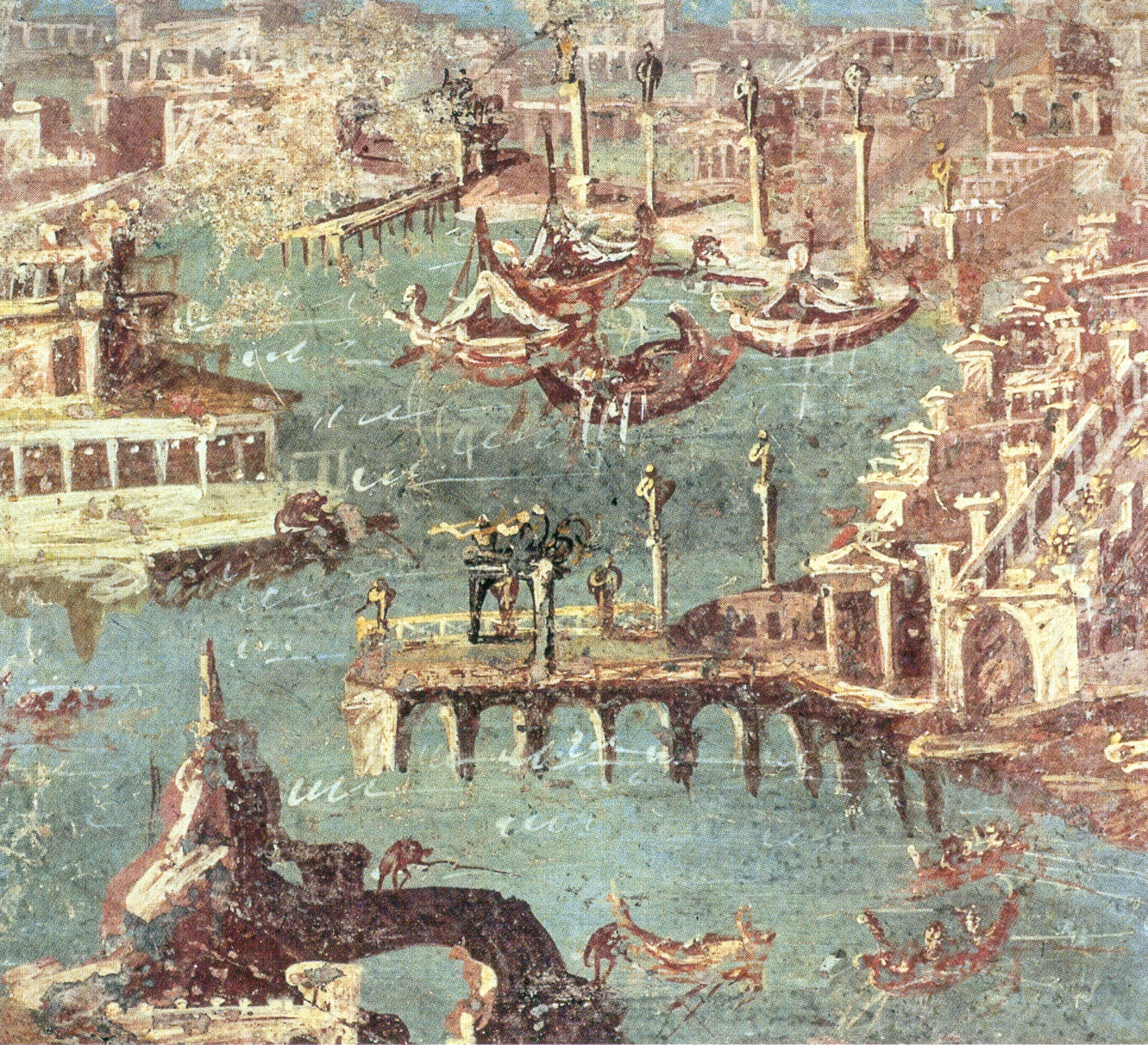
벽화

스타비아에(Stabiae)는 고대 로마의 도시로, 현재 이탈리아 캄파니아주 카스텔람마레디스타비아에 위치한다. 폼페이, 헤르쿨라네움, 오플론티스와 함께 79년 베수비오산 분화에 의해 없어진 것으로 유명하다.

## 같이 보기
- 헤르쿨라네움
- 가이우스 플리니우스 세쿤두스
- 가이우스 플리니우스 카이킬리우스 세쿤두스
- 폼페이